# Ptychoptera sumatrensis
Ptychoptera sumatrensis är en tvåvingeart som beskrevs av Alexander 1936. Ptychoptera sumatrensis ingår i släktet Ptychoptera och familjen glansmyggor. Inga underarter finns listade i Catalogue of Life.